# Euroligue féminine de basket-ball 2013-2014
Navigation
Saison précédente Saison suivante
L’Euroligue féminine est une compétition de basket-ball féminin rassemblant les meilleurs clubs d’Europe. La saison 2013-2014 met aux prises 21 équipes.

## Chapeaux
Les équipes sont réparties en deux groupes de 7 équipes et un groupe de 6 équipes.
| Pots  | Équipes                        | Équipes                 | Équipes         |
| ----- | ------------------------------ | ----------------------- | --------------- |
| Pot 1 | UMMC Iekaterinbourg            | Fenerbahçe Istanbul     | Sparta&K Moscou |
| Pot 2 | Perfumerías Avenida Salamanque | Rivas Ecópolis          | Tango Bourges   |
| Pot 3 | K Cero I.C.P. Košice           | Galatasaray Istanbul    | Wisła Cracovie  |
| Pot 4 | Nadejda Orenbourg              | MKS Polkowice           | Famila Schio    |
| Pot 5 | USK Prague                     | Seat-Szese Győr         | UE Sopron       |
| Pot 6 | Kayseri Kaski                  | Kibirkštis-VIČI Vilnius | ŽKK Novi Zagreb |
| Pot 7 | Lattes-Montpellier             | BK Brno                 |                 |

## Premier tour
- Les quatre premières équipes de chaque groupe : qualification pour le deuxième tour
- Les deux meilleurs cinquièmes : qualification pour le deuxième tour
- Équipe organisatrice de la Finale à 8
- Équipes éliminées

### Groupe A
| Rang | Équipe              | Pts | J  | G | P  | Pp  | Pc  | Diff |  | Résultats (dom.\ext.) |        |       |       |       |       |        |
| ---- | ------------------- | --- | -- | - | -- | --- | --- | ---- |  | --------------------- | ------ | ----- | ----- | ----- | ----- | ------ |
| 1    | UMMC Iekaterinbourg | 18  | 10 | 8 | 2  | 803 | 596 | 207  |  | UMMC Iekaterinbourg   |        | 57-52 | 82-45 | 83-55 | 74-61 | 115-51 |
| 2    | Tango Bourges       | 16  | 10 | 6 | 4  | 682 | 598 | 84   |  | Tango Bourges         | 77-69  |       | 75-54 | 69-57 | 55-61 | 85-49  |
| 3    | Kayseri Kaski       | 16  | 10 | 6 | 4  | 669 | 632 | 37   |  | Kayseri Kaski         | 78-77  | 61-56 |       | 69-77 | 68-53 | 91-37  |
| 4    | Good Angels Košice  | 15  | 10 | 5 | 5  | 640 | 671 | -31  |  | Good Angels Košice    | 68-72  | 61-77 | 42-53 |       | 71-67 | 75-64  |
| 5    | Famila Schio        | 15  | 10 | 5 | 5  | 676 | 647 | 29   |  | Famila Schio          | 66-73  | 81-72 | 73-62 | 57-67 |       | 87-49  |
| 6    | Seat-Szese Győr     | 10  | 10 | 0 | 10 | 522 | 843 | -321 |  | Seat-Szese Győr       | 43-101 | 48-64 | 65-88 | 60-67 | 56-70 |        |

### Groupe B
| Rang | Équipe              | Pts | J  | G  | P | Pp  | Pc  | Diff |  | Résultats (dom.\ext.) |       |       |       |       |       |       |       |
| ---- | ------------------- | --- | -- | -- | - | --- | --- | ---- |  | --------------------- | ----- | ----- | ----- | ----- | ----- | ----- | ----- |
| 1    | Fenerbahçe Istanbul | 24  | 12 | 12 | 0 | 858 | 709 | 149  |  | Fenerbahçe Istanbul   |       | 71-69 | 67-59 | 71-64 | 84-60 | 78-50 | 78-57 |
| 2    | Nadejda Orenbourg   | 19  | 12 | 7  | 5 | 831 | 741 | 90   |  | Nadejda Orenbourg     | 51-67 |       | 74-53 | 71-49 | 78-50 | 57-59 | 86-58 |
| 3    | Wisła Cracovie      | 19  | 12 | 7  | 5 | 808 | 754 | 54   |  | Wisła Cracovie        | 69-73 | 52-60 |       | 80-56 | 60-62 | 72-48 | 79-58 |
| 4    | UE Sopron           | 17  | 12 | 5  | 7 | 749 | 808 | -59  |  | UE Sopron             | 53-57 | 52-70 | 61-67 |       | 81-79 | 61-54 | 73-67 |
| 5    | Rivas Ecópolis      | 17  | 12 | 5  | 7 | 808 | 828 | -20  |  | Rivas Ecópolis        | 62-71 | 90-71 | 62-76 | 60-65 |       | 63-56 | 78-60 |
| 6    | Lattes-Montpellier  | 15  | 12 | 3  | 9 | 717 | 793 | -76  |  | Lattes-Montpellier    | 55-73 | 64-77 | 72-74 | 61-65 | 58-53 |       | 76-53 |
| 7    | BK Brno             | 15  | 12 | 3  | 9 | 756 | 894 | -138 |  | BK Brno               | 60-68 | 76-67 | 61-67 | 71-69 | 68-89 | 67-64 |       |

### Groupe C
| Rang | Équipe                  | Pts | J | G | P | Pp  | Pc  | Diff |  | Résultats (dom.\ext.)   |       |       |       |       |       |       |       |
| ---- | ----------------------- | --- | - | - | - | --- | --- | ---- |  | ----------------------- | ----- | ----- | ----- | ----- | ----- | ----- | ----- |
| 1    | Galatasaray Istanbul    | 14  | 8 | 6 | 2 | 562 | 451 | 111  |  | Galatasaray Istanbul    | 63-50 | 81-56 |       | 62-49 | -     | 63-55 | -     |
| 2    | USK Prague              | 14  | 8 | 6 | 2 | 571 | 483 | 88   |  | USK Prague              | 66-67 | -     | 67-63 | -     |       | 57-52 | 93-62 |
| 3    | Sparta&K Moscou         | 12  | 7 | 5 | 2 | 434 | 416 | 18   |  | Sparta&K Moscou         |       | 67-56 | -     | 67-55 | 47-57 | -     | -     |
| 4    | PA Salamanque           | 12  | 8 | 4 | 4 | 505 | 513 | -8   |  | PA Salamanque           | -     |       | 68-48 | 59-44 | 79-77 | 74-57 | -     |
| 5    | MKS Polkowice           | 11  | 8 | 3 | 5 | 452 | 464 | -12  |  | MKS Polkowice           | -     | 58-49 | -     |       | 64-67 | 62-53 | 66-68 |
| 6    | Kibirkštis-VIČI Vilnius | 9   | 7 | 2 | 5 | 411 | 505 | -94  |  | Kibirkštis-VIČI Vilnius | 55-68 | 81-64 | 39-90 | 39-54 | -     | -     |       |
| 7    | ŽKK Novi Zagreb         | 9   | 8 | 1 | 7 | 467 | 570 | -103 |  | ŽKK Novi Zagreb         | 64-68 | -     | 67-92 | -     | 49-87 |       | 70-67 |

## Deuxième tour
Le 1er match est programmé le 11 mars 2014, le 2e match le 14 mars 2014 et si besoin un 3e match se joue le 19 mars 2014. La première équipe à obtenir deux victoires se qualifie pour les quarts de finale. L'UMMC Ekaterinburg, en tant qu'organisateur, est qualifié directement pour les 1/4.
| Équipe #1            | Rés.  | Équipe #2          | Match 1 | Match 2 | Match 3 |
| -------------------- | ----- | ------------------ | ------- | ------- | ------- |
| Fenerbahçe Istanbul  | 2 – 0 | MKS Polkowice      | 75 – 57 | 64 – 48 | –       |
| USK Prague           | 2 – 1 | Rivas Ecópolis     | 77 – 58 | 57 – 62 | 54 – 38 |
| Sparta&K Moscou      | 2 – 0 | UE Sopron          | 81 – 43 | 69 – 54 | –       |
| Galatasaray Istanbul | 2 – 0 | PA Salamanque      | 70 – 61 | 75 – 54 | –       |
| Tango Bourges        | 2 – 1 | Good Angels Košice | 59 – 51 | 54 – 61 | 67 – 57 |
| Nadejda Orenbourg    | 2 – 0 | Wisła Cracovie     | 52 – 48 | 83 – 76 | –       |
| Kayseri Kaski        | 2 – 1 | Famila Schio       | 63 – 50 | 61 – 74 | 63 – 61 |

## Phase finale
Les huit clubs qualifiés pour le Final Eight sont repartis en deux groupes de quatre équipes, qui se dispute à Iekaterinbourg du 7 au 9 avril 2014. À l'issue des trois journées où chaque club rencontre une fois ses concurrents, les deux premiers de chaque groupe sont qualifiés pour les demi-finales.

### Final Eight

#### Groupe A
| Rang | Équipe               | Pts | J | G | P | Pp  | Pc  | Diff |  | Résultats (dom.\ext.) |  | Fen   | Kay   | Gal   |
| ---- | -------------------- | --- | - | - | - | --- | --- | ---- |  | --------------------- |  | ----- | ----- | ----- |
| 1    | Fenerbahçe Istanbul  | 6   | 3 | 3 | 0 | 190 | 181 | 9    |  | Sparta&K Moscou       |  | 57-58 | 55-48 | 61-68 |
| 2    | Galatasaray Istanbul | 5   | 3 | 2 | 1 | 192 | 185 | 7    |  | Fenerbahçe Istanbul   |  |       | 64-58 | 68-66 |
| 3    | Sparta&K Moscou      | 4   | 3 | 1 | 2 | 173 | 174 | -1   |  | Kayseri Kaski         |  |       |       | 56-58 |
| 4    | Kayseri Kaski        | 3   | 3 | 0 | 3 | 162 | 177 | -15  |  | Galatasaray Istanbul  |  |       |       |       |

#### Groupe B
| Rang | Équipe                  | Pts | J | G | P | Pp  | Pc  | Diff |  | Résultats (dom.\ext.) |  |       | Iek   | Ore   |
| ---- | ----------------------- | --- | - | - | - | --- | --- | ---- |  | --------------------- |  | ----- | ----- | ----- |
| 1    | UMMC Iekaterinbourg     | 6   | 3 | 3 | 0 | 233 | 146 | 87   |  | USK Prague            |  | 56-51 | 56-71 | 55-57 |
| 2    | Bourges Basket (+8)     | 4   | 3 | 1 | 2 | 159 | 190 | -31  |  | Bourges Basket        |  |       | 42-83 | 65-52 |
| 3    | USK Prague (+3)         | 4   | 3 | 1 | 2 | 167 | 179 | -12  |  | UMMC Iekaterinbourg   |  |       |       | 80-47 |
| 4    | Nadejda Orenbourg (-11) | 4   | 3 | 1 | 2 | 156 | 200 | -44  |  | Nadejda Orenbourg     |  |       |       |       |

### Dernier carré
|  | Demi-finales                        | Demi-finales                        |                        |    | Finale                              | Finale                              |
|  | Demi-finales                        | Demi-finales                        |                        |    | Finale                              | Finale                              |
|  |                                     |                                     |                        |    |                                     |                                     |
|  | Ven. 11 avril 2014 - Iekaterinbourg | Ven. 11 avril 2014 - Iekaterinbourg |                        |    | Dim. 13 avril 2014 - Iekaterinbourg | Dim. 13 avril 2014 - Iekaterinbourg |
|  | Ven. 11 avril 2014 - Iekaterinbourg | Ven. 11 avril 2014 - Iekaterinbourg |                        |    | Dim. 13 avril 2014 - Iekaterinbourg | Dim. 13 avril 2014 - Iekaterinbourg |
|  | Fenerbahçe Istanbul                 | 59                                  |                        |    | Dim. 13 avril 2014 - Iekaterinbourg | Dim. 13 avril 2014 - Iekaterinbourg |
|  | Fenerbahçe Istanbul                 | 59                                  |                        |    | Dim. 13 avril 2014 - Iekaterinbourg | Dim. 13 avril 2014 - Iekaterinbourg |
|  | Bourges Basket                      | 50                                  |                        |    | Dim. 13 avril 2014 - Iekaterinbourg | Dim. 13 avril 2014 - Iekaterinbourg |
|  | Bourges Basket                      | 50                                  | Fenerbahçe Istanbul    | 58 |                                     |                                     |
|  | Ven. 11 avril 2014 - Iekaterinbourg |                                     | Fenerbahçe Istanbul    | 58 |                                     |                                     |
|  |                                     | Galatasaray Istanbul                | 69                     |    |                                     |                                     |
|  | UMMC Iekaterinbourg                 | Galatasaray Istanbul                | 69                     | 70 |                                     |                                     |
|  | UMMC Iekaterinbourg                 |                                     |                        | 70 |                                     |                                     |
|  | Galatasaray Istanbul                | 77                                  |                        |    |                                     |                                     |
|  | Galatasaray Istanbul                | 77                                  | Match pour la 3e place |    |                                     |                                     |
|  |                                     |                                     |                        |    |                                     |                                     |
|  | Dim. 13 avril 2014 - Iekaterinbourg |                                     |                        |    |                                     |                                     |
|  |                                     |                                     |                        |    |                                     |                                     |
|  | Bourges Basket                      | 60                                  |                        |    |                                     |                                     |
|  | Bourges Basket                      | 60                                  |                        |    |                                     |                                     |
|  | UMMC Iekaterinbourg                 | 80                                  |                        |    |                                     |                                     |
|  | UMMC Iekaterinbourg                 | 80                                  |                        |    |                                     |                                     |

## Statistiques individuelles

### Points
| # | Nom              | Équipe              | Matchs | Points | Moy  |
| - | ---------------- | ------------------- | ------ | ------ | ---- |
| 1 | Jantel Lavender  | Wisła Can-Pack      | 12     | 245    | 20,4 |
| 2 | Jelena Dubljević | USK Prague          | 12     | 225    | 18,8 |
| 3 | Eshaya Murphy    | Perfumerías Avenida | 12     | 224    | 18,7 |
| 4 | DeWanna Bonner   | Nadezhda Orenburg   | 12     | 216    | 18,0 |
| 5 | Plenette Pierson | Good Angels Košice  | 6      | 105    | 17,5 |

### Rebonds
| # | Nom               | Équipe              | Matchs | Rebonds | Moy  |
| - | ----------------- | ------------------- | ------ | ------- | ---- |
| 1 | Luca Ivanković    | WBC Novi Zagreb     | 12     | 133     | 11,1 |
| 2 | Jantel Lavender   | Wisła Can-Pack      | 12     | 129     | 10,8 |
| 3 | Angelica Robinson | Perfumerías Avenida | 11     | 112     | 10,2 |
| 4 | Élodie Godin      | Beretta Famila      | 10     | 99      | 9,9  |
| 5 | Candace Parker    | UMMC Ekaterinburg   | 10     | 92      | 9,2  |

### Passes décisives
| # | Nom             | Équipe             | Matchs | Passes | Moy |
| - | --------------- | ------------------ | ------ | ------ | --- |
| 1 | Laia Palau      | USK Prague         | 12     | 92     | 7,7 |
| 2 | Diana Taurasi   | UMMC Ekaterinburg  | 9      | 58     | 6,4 |
| 3 | Miljana Bojović | Good Angels Košice | 10     | 60     | 6,0 |
| 4 | Céline Dumerc   | Tango Bourges      | 10     | 53     | 5,3 |
| 5 | Anna Cruz       | Nadezhda Orenburg  | 12     | 59     | 4,9 |